# اتحاد كوريا الشمالية لكرة القدم
اتحاد كوريا الشمالية لكرة القدم، ورسمياً اتحاد جمهورية كوريا الديمقراطية الشعبية لكرة القدم، تأسس الاتحاد الكوري الشمالي لكرة القدم في عام 1945م وانضم إلى الاتحاد الدولي لكرة القدم في 1958م ثم انضم إلى الاتحاد الآسيوي لكرة القدم في 1954م.
نجح منتخب كوريا الشمالية لتتويج أحد البطولات الرئيسية للاتحاد الأسيوي لكرة القدم كبطولة كأس آسيا للناشئين ونجح في التأهل إلى اولمبياد لندن 2012 كما نجح في التأهل لكأس العالم مرتين، المرة الأولى في بريطانيا عام 1966 وللمرة الثانية في جنوب أفريقيا عام 2010

## روابط خارجية
- Official site[وصلة مكسورة] (بالكورية) (بالإنجليزية)
- North Korea at the FIFA website.
- North Korea at the AFC website.